# 10 Years of Hits
10 Years of Hits é um álbum de grandes sucessos do cantor Ronan Keating. Foi lançado em 2004 pela gravadora Polydor.
O álbum foi lançado em 11 de outubro de 2004, e incluiu todos os singles de Keating até o momento, além de três novos singles, duas faixas inéditas e o lado B "This Is Your Song". O álbum alcançou o primeiro lugar no UK Albums Chart, tornando-se o terceiro de quatro álbuns de Keating a fazê-lo. Em 2010, uma edição de aniversário do álbum foi lançada na Austrália contendo mais singles que foram lançados após o lançamento original do álbum e foram certificados como 4x Platinum na Austrália em 2016.

## Faixas
1. "When You Say Nothing at All"
2. "Life is a Rollercoaster"
3. "The Way You Make Me Feel" featuring Bryan Adams
4. "Lovin' Each Day"
5. "If Tomorrow Never Comes"
6. "I Love It When We Do"
7. "We've Got Tonight" featuring Lulu
8. "The Long Goodbye"
9. "Lost for Words"
10. "She Believes in Me"
11. "Last Thing on My Mind" featuring LeAnn Rimes
12. "Father and Son" featuring Yusuf Islam (Cat Stevens)
13. "Words"
14. "Baby Can I Hold You"
15. "I Hope You Dance"
16. "Somebody Else'"